# Moon Lake
Moon Lake è un romanzo dello scrittore statunitense Joe R. Lansdale del 2021.
L'Autore ha definito il romanzo una storia mainstream con elementi noir, elementi gotici e pulp, scritto con uno stile che a tratti si ispira a quello di William Faulkner.

## Trama

### Parte prima:La notte, il ponte, il chiaro di luna(1968)
(Joe R. Lansdale, Incipit del romanzo Moon Lake)
Nel 1968 Daniel Russell è un ragazzo di quattordici anni rimasto solo con suo padre dopo che sua madre è è andata via di casa. Una notte suo padre lo porta a fare un giro in automobile al Moon Lake, il lago sotto il quale giace la città fantasma di Long Lincoln, dove nacque e conobbe la madre di suo figlio, e si getta deliberatamente in acqua con la macchina. Daniel riesce a uscire dall'auto e viene salvato da una ragazza di colore, Ronnie Candles. La giovane era con suo padre a pesca e accortasi dell'incidente, si getta in acqua riportando a riva Daniel. Il ragazzo viene accolto a casa dei Candles, a New Long Lincoln, dove si sono trasferiti gli abitanti della città allagata, non prima di aver denunciato l'accaduto allo sceriffo Dudley. Daniel si affeziona ai Candles: la madre di Ronnie, un'ex insegnante, gli dà un'istruzione domiciliare, mentre il padre gli insegna a tirare di boxe e gli racconta la storia dell'allagamento della vecchia città, decisa dal consiglio comunale benché molti abitanti fossero contrari e non avessero abbandonato le loro case al momento dell'apertura della diga.
Nonostante il ragazzo voglia rimanere con i Candles, lo sceriffo rintraccia l'unico parente di Daniel, la zia, alla quale viene affidato. Il ragazzo si trasferisce allora nella città di Tyler salutando tristamente i Candles e in particolare Ronnie: i due giovani, infatti, si erano scoperti innamorati.

### Parte seconda:Il ruggito delle mosche(1978)
Nel 1978 Daniel è un giornalista che lavora per un quotidiano di una cittadina vicino a Tyler e ha pubblicato il suo primo romanzo quando viene raggiunto dalla notizia che l'auto di suo padre è stata recuperata dal lago durante un periodo di secca eccezionale. Il suo direttore Saul gli dà la liquidazione, dato che aveva già deciso che a breve avrebbe chiuso il giornale, e lo raccomanda alla proprietaria del quotidiano di New Long Lincoln, Christine Humbert.
A New Long Lincoln Daniel incontra di nuovo Dudley, nelle vesti di capo della polizia, e Ronnie, che è alle sue dipendenze come agente. Oltre alle ossa di suo padre nell'abitacolo dall'automobile, ne sono state rinvenute delle altre nel bagagliaio, attribuibili ad una donna. I poliziotti pensano che siano della madre di Daniel, ma questi si ricorda che ella si era fatta applicare su un dente una stellina, che non è presente.
Daniel prende una camera in affitto presso la signora Chandler, una vedova scontrosa, e va con Ronnie  a visitare i resti di Long Lincoln riemersi dalle acque. Nota delle altre vecchie automobili e fa aprire i loro bagagliai, trovando anche lì delle ossa umane avvolte in sudari. Per recuperare le vetture viene chhiamato il carro attrezzi di Buck Rogers, vecchio spasimante di Ronnie. Nel dipartimento di polizia s'ipotizzano l'attività di un serial killer, oppure di profanatori di tombe. Daniel cerca informazioni nella biblioteca pubblica, gestita dall'affascinante Estelle, dove la sua attenzione è catturata da un libro stampato in proprio da un fantomatico Natural Wilson, fortemente critico sul modo in cui fu gestita la creazione del lago. Mentre torna a casa è aggredito da due balordi, una bianco in blackface e un nero in truccato da clown, ma viene salvato dalla signora Chandler che imbraccia il suo fucile.
L'indomani mattina incontra Christine Humbert, con la quale concorda di scrivere degli articoli con cadenza settimanale sui frutti delle sue ricerche. Il medico legale Jay informa che i resti umani nei bagagliai presentavano tracce d'imbalsamazione e quindi dovevano provenire da sepolture. La sua assistente Shirley ipotizza che le profanazioni siano avvenute secondo dei precisi rituali.
Christine legge l'articolo di Daniel e decide di pubblicarlo, ma lo mette in guardia dalle noie che potrebbero venire dai membri del consiglio comunale, che si riuniscono nell'esclusivo Long Lincoln Country Club, e dal figlio di uno di loro, l'avvocato e assicuratore Jack Manley jr.

### Parte terza:La Taverna del Liquore
Dopo la pubblicazione dell'articolo, Jack Manley jr. si presenta effettivamente alla sede del giornale con fare minaccioso, ma Christine gli tiene testa. Estelle invita Daniel a casa sua invitandolo a lasciar perdere le sue ricerche: il giornalista capisce che è stata lei, nipote di uno dei membri del consiglio, a fare la soffiata a chi l'ha fatto aggredire.
L'articolo di Daniel convince la signora Chandler del fatto che si può fidare del suo inquilino e fa sì che gli riveli tutto quello che sa sulle vicende e gli mostra un sotterraneo, costruito durante il Proibizionismo, che contiene l'archivio segreto del suo defunto marito, che lavorava per Jack Manley sr. e che aveva conservato dei documenti che inchioderebbero i membri del consiglio alle loro responsabilità: essi avrebbero stipulato delle polizze assicurative sulla vita di loro ignari concittadini, indcando come beneficiari loro stessi, e li avrebbero uccisi ritualmente davanti a un idolo di legno chiamato "Johnny il Creosoto", che avevano intagliato quand'erano solo dei ragazzi.
Mentre si trova fuori dall'abitato, Daniel subisce una nuova aggressione da parte dei due balordi, ma viene salvato dal Ragazzo Torcia, un disadattato che vive nei boschi, il quale lo porta nel suo covo sotterraneo, una serie di gallerie che comunicano col Long Lincoln Counrty Club. Da quello che vi vede, Daniel comprende che è stato il suo salvatore a dissotterrare i corpi da un cimitero in disuso per recuperare gli abiti con cui erano stati sepolti, e che poi li ha messi nelle auto della discarica gestita un tempo da suo padre facendoli affondare nel lago.
Daniel, riemerso dalle viscere della terra, torna in città grazie a un passaggio che gli dà Buck Rogers, incontrato per caso lungo la strada.

### Parte quarta:Come sono diventati affamati
Il consiglio comunale, composto da Jack Manley sr., Kate Conroy e Judea Parker, chiede d'incontrarsi con Daniel in biblioteca per giungere a un accomodamento, che il giovane, accompagnato da Ronnie, rifiuta sdegnosamente. Recatosi al garage di Buck per recuperare la propria auto, condivide con lui le sue scoperte e concorda un piano per intimidire Jeff Davis, il suo aggressore di colore. Questi si presenta al garage armi in pugno e Daniel pensa per un momento che Buck l'abbia tradito, ma poi il meccanico mette Jeff fuori combattimento e lo fa parlare torturandolo.
Christine informa Daniel di aver venduto il giornale in seguito alle intimidazioni ricevute; la signora Chandler viene rapita da casa sua e Daniel e Buck partono al salvataggio, pensando che il consiglio la voglia sacrificare all'idolo. La trovano invece in mezzo alla strada, dov'è stata lasciata essendo stata creduta morta, mentre esala gli ultimi respiri, per effetto più del suo cancro allo stadio terminale che delle violenze subite. Attraverso le gallerie del Ragazzo Torcia penentrano nel Long Lincoln Country Club per cercare documenti compromettenti, ma sono scoperti e sedati. Daniel viene poi fatto rinvenire da Ronnie, entrata di soppiatto, mentre i membri del consiglio, alla presenza anche di Estelle, di Jack jr., di Dudley e di Coolie, l'altro aggressore di Daniel, si apprestano a sacrificare Buck con la garrota. Daniel e Ronnie interrompono il macabro rituale tenendo sotto tiro gli astanti. Estelle sgattaiola via silenziosamente, cosa che non riesce a Jack sr. e a Kate a causa delle loro condizioni fisiche. Dudley, in un sussulto d'orgoglio, spara in testa a Coolie e viene poi trafitto da una lama che Jack sr. teneva nascosta nella stampella. Daniel e Ronnie, singendo Puck sulla sedia a rotelle di Judea, fuggono attraverso le gallerie, inseguiti da Jack sr. che abbattae il Ragazzo Torcia accorso nel frattempo ma viene infine ucciso da Ronnie.

### Parte quinta:La pallida luce del giorno
Quella notte stessa, il Long Lincoln Countri Club viene invaso dalle acque del lago, alzatesi rapidamente per la pioggia torrenziale e i corpi dei presenti non vengono più recuperati.
Il rapporto tra Daniel e Ronnie si raffredda con il tempo ma i due continuano a intrattenere rapporti di amicizia; l'agente si rimette con Buck. Christine riprende a dirigere il suo giornale e il test del DNA conferma che le ossa trovate nel bagagliaio appartenevano alla madre di Daniel.

## Personaggi
Daniel "Danny" Russell
Il protagonista e narratore della vicenda, quattordicenne all'inizio della vicenda, poi ventiquattrenne.
Ronnie Candles
Ragazza di colore di New Long Lincoln, più o meno coetanea di Daniel, che è sempre stato affascinato da lei. Nel 1978 ne diventa per un certo periodo l'amante.
Il signor Candles
Il Padre di Ronnie, a cui insegna a tirare di boxe, attività alla quale era stato iniziato dal suo mentore, un ferroviere in pensione di nome James Turner, morto anch'egli nell'allagamento della città.
Millie Candles
La madre di Ronnie. È una persona molto religiosa e un'ottima cuoca. Ai tempi della segregazione razziale era un'insegnante di una scuola per neri, e paradossalmente perse il suo lavoro a causa delle politiche d'integrazione.
James Dudley
Uomo corpulento, prima sceriffo poi capo della polizia di New Long Lincoln. Non nutre sentimenti razzisti, tanto da aver voluto Ronnie nel corpo di polizia, ma a causa della sua omosessualità è ricattato dai membri del consiglio.
Duncan
Amante di lungo corso di Dudley. Dopo la morte di quest'ultimo lascia la città.
June
La zia di Daniel, sorella gemella della madre. Vedova di un ricco petroliere. Nel 1978 è morta da alcuni anni.
Saul Albright
Direttore del giornale per cui lavora Daniel fino al 1978.
La signora Chandler
Padrona di casa di Daniel dopo il suo ritorno a New Long Lincoln. Inizialmente di carattere scontroso, si apre poi al suo inquilino e gli fa capire di essere stata lei a pubblicare il libro con lo pseudonimo di Natural Wilson. Uccise il suo manesco marito Bert facendolo cadere dalle scale, e il fatto fu giudicato un banale incidente.
Christine Humbert
Donna sulla quarantina, proprietaria e direttrice del giornale locale di New Long Lincoln.
Buck Rogers
Giovane meccanico di colore, già corteggiatore di Ronnie, poi suo fidanzato. Ha combattuto in Vietnam. Per farsi pubblicità sfrutta la sua omonimia col personaggio dei fumetti.
Jay
Medico legale che effettua i rilevamenti sui resti umani recuperati dal lago.
Shirley
Giovane assistente di Jay, nipote di Christine.
Estelle Parker
Bibliotecaria, molto avvenente, benché di piccola statura. È nipote di Judea Parker. Il suo destino rimane indefinito.
Jefferson "Jeff" Davis
Uno dei due aggressori di Daniel per conto del consiglio. Benché sia nero, per tradizione famigliare porta il nome del presidente degli Stati Confederati d'America.
Cool "Coolie" Parker
Poliziotto parente di Judea, altro aggressore di Daniel.
Jack Manley jr.
Uomo ben piantato sulla quarantina, di professione avvocato e assicuratore, figlio di Jack Manning sr. di cui attende di prendere il posto in seno al consiglio.
Jack Manley sr.
Membro del consiglio comunale di New Long Lincoln, probabilmente il più influente. Grosso, curvo per l'età, con il volto scuro dal sole e macchiato di vitiligine, con lo sguardo cattivo.
Kate Conroy
Membro del consiglio comunale. Nel 1978 è ridotta su una sedia a rotelle. Magra e algida, il portamento, nonostante l'età avanzata, rivelava ancora tutto il suo potere e la sua determinazione.
Judea Parker
Membro del consiglio comunale. Nel 1978 è ridotto su una sedia a rotelle, è dipendente dalla bombola dell'ossigeno e sembra non rendersi conto di quello che avviene attorno a lui, tanto che prima del sacrificio di Rogers i suoi sodali lo sopprimono senza difficoltà. Il vecchio è quasi sempre incosciente e sbavante.
Winston
Soprannominato "Ragazzo Torcia" è un uomo dalla grande forza e stazza che vive una vita di solitudine nei boschi attorno al Moon Lake. Deve il suo soprannome al fatto di andare in giro con torce elettriche rubate agli abitanti di New Long Lincoln.

## Edizioni
- (EN) Joe R. Lansdale, Moon Lake, Boston (Massachusetts), Little Brown, 2021, ISBN 978-1-62641-014-5.
- Joe R. Lansdale, Moon Lake, collana Stile Libero  Big, traduzione di Luca Briasco, Milano, Mondadori, 2022, ISBN 978-88-06-25245-8.